# Messatoporus compressicornis
Messatoporus compressicornis là một loài tò vò trong họ Ichneumonidae.